# Syllogisme de Dingle
Le syllogisme de Herbert Dingle est un syllogisme en physique concernant la théorie de la relativité restreinte et le principe de relativité, et plus particulièrement le paradoxe des jumeaux, qui s'exprime ainsi :
- prémisse principale :

Selon la philosophie du relativisme, pour deux entités (par exemple deux horloges identiques) séparées et réunies, il n'y a pas de phénomène observable qui montrera dans un sens absolu que l'une plutôt que l'autre s'est déplacée.
- prémisse mineure :

Si, lors de la réunion, une horloge était retardée par une quantité dépendant de son mouvement relatif, et l'autre pas, ce phénomène montrerait que la première horloge a bougé (dans un sens absolu pour un observateur indépendant) et non la seconde horloge.
- conclusion :

Ainsi, si le postulat de la relativité était universellement vrai, comme requis par la philosophie du relativisme, les horloges devraient être retardées également ou pas du tout : dans les deux cas, leurs lectures concordent à leur réunion si c'était le cas lors de la séparation. Si une différence entre les deux lectures devait apparaître, le postulat de la relativité ne saurait être toujours vrai.
Il a été publié dans la revue Nature en 1957.
À l'époque de sa publication, quelques universitaires américains répondirent publiquement à ce syllogisme, affirmant qu'il n'est pas valable,. 
Mais on trouve aussi le commentaire suivant : « Il est étrange que, bien qu'un grand nombre d'auteurs aient pris le parti opposé, aucun ne réussit à le convaincre qu'il avait tort. En fait, si l'on excepte deux réponses, une par McCrea et une autre par Crawford qui donnent une réponse raisonnable aux arguments de Dingle, aucun ne répondit de manière satisfaisante à l'argumentation de base de Dingle, qui est mise sous la forme d'un syllogisme. »